# Folkloristique

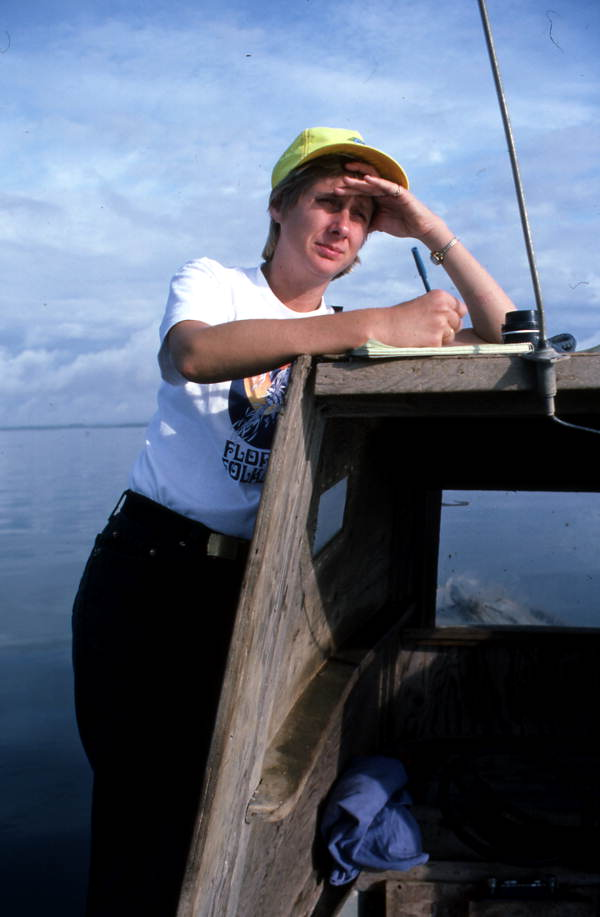
L'ethnologue Nancy Nusz en train de rédiger des notes de terrain à Apalachicola Bay, photographié le 6 novembre 1986.

La folkloristique est la discipline qui étudie le folklore, donc les traditions et coutumes populaires, sous leur aspect aussi bien matériel (costume, architecture, artisanat, cuisine...) qu'immatériel (fêtes et jeux, danses, croyances ; contes, chansons, dictons...). Elle se situe donc à la jonction de divers champs de recherche, comme l'ethnographie, la recherche littéraire, la musicologie (ethnomusicologie), entre autres. Un scientifique qui s'occupe de folkloristique est appelé un folkloriste.
Toutefois le champ couvert par la folkloristique se définit parfois différemment selon les aires culturelles considérées. En ce qui concerne la folkloristique slave, Lise Gruel-Apert indique par exemple que la folkloristique s'entend comme « l'étude de la tradition orale », par opposition à l'ethnographie, qui recouvre « l'ensemble des coutumes, mœurs, traditions etc ».